# Kosmischer Läufer
Kosmischer Läufer – The Secret Cosmic Music Of The East German Olympic Program 1972–83 ist ein Musikprojekt des schottischen Musikers Drew McFayden aus Edinburgh auf Basis einer fiktiven Geschichte, die im ehemaligen Ostdeutschland (DDR) spielt. Seit 2013 wurden fünf Alben auf Vinyl bzw. digitalen Vertriebsmedien veröffentlicht.

## Geschichte
Um seiner eigenen, stark Krautrock-inspirierten Musik eine authentische Geschichte zu geben, erfand Drew McFayden sein Alter Ego Martin R. Zeichnete, das sich unter anderem aus seinem Vornamen („drew“, englisch für „zeichnete“) ableitet. McFayden überzeugte mit seiner elaborierten Legende derart, dass manche Blogs auf seinen Schwindel komplett hereinfielen. 2015 trat Drew McFayden als Kosmischer Läufer gemeinsam mit Yann Tiersen live auf.
Die Homepage des Musikprojektes, in zeitgeistigem Orange sowie einem Pseudo-DDR-Layout gehalten, lässt keine Rückschlüsse auf die Hintergründe des Projekts zu. Auch der Labelname Unknown Capability Records ist fiktiv und nicht durch eine entsprechende Homepage im Netz belegbar, lediglich ein Youtube-Kanal ist vorhanden. Drew McFayden bleibt hinter seinem Projekt vollständig im Hintergrund.

## Die fiktive Entstehung
Kosmischer Läufer wurde 1972 in Ost-Berlin als Ein-Mann-Elektronikprojekt ins Leben gerufen. Der Tontechniker Martin R. Zeichnete arbeitete in den frühen 1970er Jahren für die DEFA und entwickelte sich durch seine Arbeit zu einem Experten für Synthesizertechnik. Nacht für Nacht hörte Zeichnete westdeutsche Radiosender, die in den frühen 1970er Jahren Musik von Kraftwerk, Neu!, La Düsseldorf, Cluster, Moebius, Roedelius, Harmonia und vielen anderen Akteuren der kosmischen Musik spielten.
Als leidenschaftlichem Läufer fiel ihm dabei die rhythmische Grundstruktur des repetitiven Schlagzeugspiels des Neu!/La Düsseldorf-Drummers Klaus Dinger auf. Sein Gedanke: Die repetitive, hypnotische Musik könne einen besonderen Effekt auf die Leistung von Langstreckenläufern im Training haben. So schnitt er die elektronischen Musik aus der BRD mit und hörte sich die Kassetten während seines Lauftrainings mit einem Prototyp des Walkman, dem Stereobelt an. Schnell entdeckte er, dass sich seine Konzentration und seine Rundenzeiten verbesserten. Der Plan, diese Musik zur Leistungssteigerung der DDR-Olympiamannschaft zu nutzen, war geboren.
Als Martin R. Zeichnete mit seinen Ideen an die Öffentlichkeit ging, wurde der Parteiapparat schnell auf ihn aufmerksam: Zwei SED-Sportfunktionäre „entführten“ Zeichnete in ihrem Auto und setzen ihn mit sofortiger Wirkung im Nationalen Olympischen Komitee der DDR ein. In einem kalten Ost-Berliner Studio nahm er dann die drei Platten auf, die den DDR-Leistungssport an die Weltspitze führen sollten.

### Fiktive Biografie Martin R. Zeichnete
- 1951 – Geboren in Pesterwitz bei Dresden
- 1971 – Arbeit als Tontechniker beim DEFA-Studio für Trickfilme in Dresden
- 1972 – Die Arbeit an Kosmischer Läufer beginnt
- 1973 – Studiomusiker für AMIGA, Keyboarder für Dean Reed, den roten Elvis
- 1976 – Komposition der Musik für den Olympia-Werbefilm[7] Der Traum von der goldenen Zukunft
- 1983 – Arbeit für das Fernsehen der DDR
- 1984 – Entlassung, Flucht aus der DDR; das Ende von Kosmischer Läufer
- 2013 – Unknown Capability Records beginnt, das Zeichnete-Archiv zu veröffentlichen
- heute – Martin R. Zeichnete lebt in Pankow und läuft nach wie vor

## Musikstil und Ausrichtung
Die vier Alben wurden von Blogs und Krautrockfans enthusiastisch gefeiert. Der Blogger Tim Sommer bezeichnete Kosmischer Läufer – Volume 3 als „eines der zehn besten Krautrock-Alben, die jemals erschienen sind.“ Das Album sei so gut, dass der Schwindel sogar größtenteils irrelevant sei. So ist laut Sommer Kosmischer Läufer nicht als eine Gesamthommage an den Krautrock zu verstehen, sondern an einige Bands, die besonders progressiv und nachhaltig die Musiklandschaft prägten.
Rhythmisch sind die Stücke einerseits durch Motorik-Beat Klaus Dingers (Neu!, La Düsseldorf) geprägt (Zeit zum Laufen 164), andererseits sind auch die automatischen Rhythmen, die die frühen Kraftwerk ihren umgebauten Farfisa-Orgeln entlockten („Sandtrommel“). Melodisch können als Vorbilder Michael Rother und vor allem Cluster mit Dieter Moebius und Hans-Joachim Roedelius ausgemacht werden. Die fließenden Melodien, welche insbesondere auf Volume 3 stark im Ohr haften bleiben, sind so zeittypisch und authentisch komponiert, dass der Nachweis des Schwindels selbst etablierten Musikjournalisten schwer fiel. Mal glaubt man einen frühen Karl Bartos zu hören, mal fließen Rockelemente von Amon Düül II ein, mal ätherische Ambientklänge im Stile Brian Enos oder Ashras. Insbesondere das Cluster-Album Zuckerzeit, Harmonias Deluxe und Neu!s Neu! ’75 sind mit vielen Anleihen im fiktiven Gesamtwerk Martin R. Zeichnetes vertreten.

## Diskografie
- Kosmischer Läufer: The Secret Cosmic Music Of The East German Olympic Program 1972–83 – Volume 1 (2013)
- Kosmischer Läufer: The Secret Cosmic Music Of The East German Olympic Program 1972–83 – Volume 2 (2014)
- Kosmischer Läufer: The Secret Cosmic Music Of The East German Olympic Program 1972–83 – Volume 3 (2015)
- Kosmischer Läufer: The Music of Martin Zeichnete – Live In Graz (2017)
- Kosmischer Läufer: The Secret Cosmic Music Of The East German Olympic Program 1972–83 – Volume 4 (2018)
- Kosmischer Läufer: The Secret Cosmic Music Of The East German Olympic Program 1972–83 – Volume 5 (2023)